# Ganesh Naik ITF Women's Tennis Tournament 2013
Il Ganesh Naik ITF Women's Tennis Tournament 2013 è stato un torneo di tennis facente parte della categoria ITF Women's Circuit nell'ambito dell'ITF Women's Circuit 2013. Il torneo si è giocato a Navi Mumbai in India dal 9 al 15 dicembre 2013 su campi in cemento e aveva un montepremi di $25,000.

## Vincitrici

### Singolare
Rika Fujiwara ha battuto in finale  Magda Linette con il punteggio di 2–6, 7–6(4), 7–6(5)

### Doppio
Jocelyn Rae /  Anna Smith hanno battuto in finale  Oksana Kalašnikova /  Diāna Marcinkēviča con il punteggio di 6–4, 7–6(5).